# Gliese 1005
Gliese 1005 is een dubbelster met een schijnbare magnitude van +11,483 met een spectraalklasse van M2.V en M6.V. De ster bevindt zich 19,58 lichtjaar van de zon.